# Vaccinium cylindraceum
Vaccinium cylindraceum Sm., conhecido pelos nomes comuns de romania, rumania, uva-da-serra ou uva-do-mato, é um arbusto semi-caducifólio endémico dos Açores, pertencente à família Ericaceae, próximo das espécies paleo-temperadas arto-terciárias do género Vaccinium. O arbusto é típico dos urzais de Erica azorica, ocorrendo naturalmente em toda as ilhas do arquipélago, exceto na ilha Graciosa. As suas pseudobagas, semelhantes em forma e sabor ao mirtilo, servem para fazer doces e geleias e são consumidas em cru.

## Descrição
V. cylindraceum é um arbusto de 3 (5) m de altura, de folhagem semi-persistente e folhas alongadas, serrilhadas e agudas na ponta. As flores, tubulares e de cor branco a rosado, são agrupadas em cachos. Os frutos são pseudo-bagas negro-azuladas, carnudas e suculentas, de forma cilindrica, terminando numa coroa apical serrilhada.
A folhagem persiste até finais de Dezembro, ganhando tons amarelo-avermelhados no Outono. As folhas são inicialmente avermelhadas, podendo os rebentos apicais apresentar uma brilhante coloração vermelho vivo.
A planta é relativamente comum acima dos 300 m de altitude, em lugares húmidos, em particular em associação com urze e nas margens de florestas de Juniperus brevifolia.

## Etnobotânica
Os frutos são usados para confeccionar compotas e doces. A madeira, de cor alaranjada e grande dureza, era usada no fabrico de carvão. Esta planta é uma das mais bonitas endémica dos Açores, podendo ser utilizada para fins ornamentais, particularmente em regiões altas, frias e húmidas.